# Yusuf Sultanoglu
Yusuf Sultanoglu (* 16. September 1998 in München) ist ein deutscher Profiboxer. Er gewann 2022 die Deutsche Meisterschaft des BDB im Cruisergewicht.

## Karriere

### Anfänge als Amateurboxer
Sultanoglu wuchs in München auf und begann im Alter von 10 Jahren mit dem Boxen. Er trainierte im Verein SV 1880 München, sein Trainer war der frühere Weltmeister Levent Cukur.
Im Juniorenbereich erzielte Sultanoglu einige Erfolge auf regionaler Ebene. Er erreichte unter anderem 2012 und 2014 jeweils einen zweiten Platz bei der Bayerischen Jugendmeisterschaft (80 kg). Dazu kamen ein Sieg bei der Oberbayerischen Meisterschaft 2013 und ein zweiter Platz bei der Südbayerischen Meisterschaft 2014.
2016 siegte Sultanoglu dann bei der Südbayerischen und der Bayerischen Jugendmeisterschaft. Bei letzterer gewann er im Finale der 81-kg-Gewichtsklasse gegen Milicevic. Im Anschluss nahm er an der Deutschen U-19-Meisterschaft teil; aufgrund einer Disqualifikation verpasste er das Finale und errang die Bronzemedaille. Insgesamt absolvierte Sultanoglu 50 Amateurkämpfe.

### Profiboxer
2017 wechselte Sultanoglu in den von seinem Trainer Cukur gegründeten Boxstall Lionssport Promotion und begann seine Profikarriere. Seinen ersten Profikampf bestritt Sultanoglu am 4. Februar 2017 gegen den Bosnier Dejan Krneta, den er durch technischen Knockout besiegte. Er errang sieben Siege in Serie und erreichte die Top 50 der Weltrangliste. Am 13. Juli 2019 musste Sultanoglu dann im achten Kampf seine erste Niederlage im Profibereich gegen Alexsandar Petrovic hinnehmen.
Nach der Niederlage legte Sultanoglu eine Pause ein, die sich auch aufgrund der Corona-Pandemie auf anderthalb Jahre ausdehnte. In der Zwischenzeit begann er ein Studium der Digitalen Wirtschaft und wechselte zu einem neuen Trainer Agron Kurtisi in die Fight Power Academy in Unterschleißheim.
Nach weiteren siegreichen Kämpfen trat Sultanoglu am 2. Juli 2022 zu seinem ersten Titelkampf an. Gegen Rocky Zander siegte er mit Technischem Knockout und errang die Deutsche Meisterschaft des BDB im Cruisergewicht.
Am 8. März 2023 gewann Sultanoglu den WBC Asian Continental Cruiser Titel durch technischen Knockout in der ersten Runde. Der Kampf fand im Rahmen einer WBC-Asia-Veranstaltung statt und markierte seinen ersten bedeutenden internationalen Titelgewinn.
Seinen bislang größten Erfolg feierte er am 22. Juni 2024, als er sich bei Keko's Fight Night in München den WBC International Silver Cruiserweigh Titel durch einen TKO-Sieg in der fünften Runde gegen den Usbeken Rashad Karimov sicherte.
Am 9. November 2024 bestritt Sultanoglu seinen bislang letzten Kampf und besiegte Erkan Doru durch TKO in der zweiten Runde.

## Liste der Profikämpfe
| Jahr | Datum        |                         | Gegner               | Ergebnis   | Typ * | Ort                           |
| ---- | ------------ | ----------------------- | -------------------- | ---------- | ----- | ----------------------------- |
| 2017 | 4. Februar   | Bosnien und Herzegowina | Dejan Krneta         | Sieg       | TKO   | Magdeburg, Deutschland        |
| 2017 | 6. Mai       | Bosnien und Herzegowina | Goran Ristic         | Sieg       | KO    | Königsbrunn, Deutschland      |
| 2017 | 8. Juli      | Ungarn                  | Roland Oroszlan      | Sieg       | KO    | München, Deutschland          |
| 2017 | 14. Oktober  | Bosnien und Herzegowina | Miroslav Cembic      | Sieg       | RTD   | Kempten, Deutschland          |
| 2018 | 10. Februar  | Deutschland             | Mazen Girke          | Sieg       | UD    | München, Deutschland          |
| 2018 | 21. April    | Bosnien und Herzegowina | Milos Karanovic      | Sieg       | TKO   | Weilheim, Deutschland         |
| 2018 | 21. Juli     | Bosnien und Herzegowina | Dino Sabanovic       | Sieg       | KO    | München, Deutschland          |
| 2019 | 13. Juli     | Serbien                 | Alexsandar Petrovic  | Niederlage | TKO   | München, Deutschland          |
| 2021 | 7. Februar   | Ungarn                  | Norbert Magyar       | Sieg       | KO    | Gersthofen, Deutschland       |
| 2021 | 13. November | Georgien                | Levani Lukhutashvili | Sieg       | PTS   | Unterschleißheim, Deutschland |
| 2022 | 19. März     | Tschechien              | Jiri Svacina         | Sieg       | UD    | München, Deutschland          |
| 2022 | 2. Juli      | Deutschland             | Rocky Zander         | Sieg       | TKO   | München, Deutschland          |
| 2022 | 3. Dezember  | Deutschland             | Stephane Tchamba     | Sieg       | KO    | München, Deutschland          |
| 2023 | 27. Mai      | Polen                   | Piotr Budziszewski   | Sieg       | UD    | Gersthofen, Deutschland       |
| 2023 | 14. Oktober  | Deutschland             | Ibrahim Yildirim     | Sieg       | KO    | München, Deutschland          |
| 2024 | 9. März      | Panama                  | Israel Duffus        | Sieg       | TKO   | München, Deutschland          |
| 2024 | 22. Juni     | Deutschland             | Rashad Karimov       | Sieg       | TKO   | München, Deutschland          |
| 2024 | 9. November  | Turkei                  | Erkan Doru           | Sieg       | KO    | München, Deutschland          |

## Erfolge
Erfolge als Profi
- 17 Siege (davon 13 K. o.) – 1 Niederlage
- BDB Deutsche Meisterschaft (Cruiser): 2022
- WBC Asian Continental Cruiser: 2023
- WBC International Silver Cruiserweigh: 2024

Regionale Titel
- Bayerischer Meister: 2016
- Südbayerischer Meister: 2016
- Oberbayerischer Meister: 2013